# 알렉트리온
그리스 신화에서 알렉트리온(고대 그리스어: ἀλεκτρυών; 수탉)은 아레스가 아프로디테와 사랑을 나누는 동안 문 밖에서 보초를 서게 한 젊은 군인이었다.

## 신화
알렉트리온은 경계 근무 중 잠이 들었고 헬리오스가 다음날 아침 아레스와 아프로디테를 발견하였다. 태양신은 아프로디테의 남편 헤파이스토스에게 두 사람의 부정을 알렸고, 불의 신에게 그물을 만들어 그들이 덫에 걸리게 하여 수치심을 느끼도록 설득하였다. 분노한 아레스는 알렉트리온을 닭으로 만들어 벌하였고, 알렉트리온은 아침이 올 때마다 울음 소리를 내어 태양이 도착했음을 알리는 것을 결코 잊지 않게 되었다. 그는 닭의 신이 되어 영원토록 그들을 돌보았다.
루키아노스에 따르면 알렉트리온은 "아레스의 사랑을 받는 사춘기 소년으로, 술자리에서 아레스와 동반하며, 그와 함께 마시고 떠들었으며, 사랑을 나누는 동반자"였다고 한다.

## 해석
알렉트리온과 할키온이라는 단어는 모두 페르시아어로 태양을 부르는 옛 표현 중 하나인 할라카가 와전된 것으로 보인다. 벤디다드에서는 인간 카흐르카탁이 부른 성스러운 새 파로다스가 새벽에 목소리를 높인다고 전하며, 《분데하습》에서는 태양을 수탉 할라카라고 부르며, 그의 적수인 어둠과 악이 그가 울기 전에 달아난다고 전한다.

## 같이 보기
- 아라크네
- 코로니스
- 에코 (신화)

## 참고 문헌
- 그리스와 로마 전기 및 신화 사전